# Stephan Volkert
Stephan Volkert (Keulen, 7 augustus 1971) is een Duits voormalig roeier. Volkert maakte zijn debuut met een zesde plaats in de dubbel-vier. Bij Volkerts Olympische debuut won hij de gouden medaille in de dubbel-vier tijdens de Olympische Zomerspelen 1992. Een jaar later werd Volkert voor de eerste maal wereldkampioen in de dubbel-vier. Bij Volker zijn tweede Olympische deelname werd hij wederom olympisch kampioen in de dubbel-vier tijdens de Olympische Zomerspelen 1996. Na twee wereldtitel in de dubbel-twee tijdens de wereldkampioenschappen roeien 1997 en 1998, stapte Volkert weer over na de dubbel-vier en werd wereldkampioen tijdens de wereldkampioenschappen roeien 1999. Tijdens de Olympische Zomerspelen 2000 behaalde Volkert de bronzen medaille in de dubbel-vier. Bij de wereldkampioenschappen roeien 2002 en 2003 werd Volkert voor de derde en vierde maal wereldkampioen in de dubbel-vier, hiermee bracht hij zijn totaal aan wereldkampioenschappen op zes. Volker sloot zijn carrière af met een vijfde plaats tijdens de Olympische Zomerspelen 2004 in de dubbel-vier.

## Resultaten
- Wereldkampioenschappen roeien 1990 in Barrington 6e in de dubbel-vier
- Wereldkampioenschappen roeien 1991 in Wenen 4e in de dubbel-vier
- Olympische Zomerspelen 1992 in Barcelona  in de dubbel-vier
- Wereldkampioenschappen roeien 1993 in Račice  in de dubbel-vier
- Wereldkampioenschappen roeien 1994 in Indianapolis  in de dubbel-vier
- Wereldkampioenschappen roeien 1995 in Tampere  in de dubbel-twee
- Olympische Zomerspelen 1996 in Atlanta  in de dubbel-vier
- Wereldkampioenschappen roeien 1997 in Aiguebelette-le-Lac  in de dubbel-twee
- Wereldkampioenschappen roeien 1998 in Keulen  in de dubbel-twee
- Wereldkampioenschappen roeien 1999 in St. Catharines  in de dubbel-vier
- Olympische Zomerspelen 2000 in Sydney  in de dubbel-vier
- Wereldkampioenschappen roeien 2001 in Luzern 6e in de dubbel-twee
- Wereldkampioenschappen roeien 2002 in Sevilla  in de dubbel-vier
- Wereldkampioenschappen roeien 2003 in Milaan  in de dubbel-vier
- Olympische Zomerspelen 2004 in Athene 5e in de dubbel-vier

1976: Wolfgang Güldenpfennig & Rüdiger Reiche & Karl-Heinz Bußert & Michael Wolfgramm ·
1980: Frank Dundr & Carsten Bunk & Uwe Heppner & Martin Winter ·
1984: Albert Hedderich & Raimund Hörmann & Dieter Wiedenmann & Michael Dürsch ·
1988: Agostino Abbagnale & Davide Tizzano & Gianluca Farina & Piero Poli ·
1992: André Willms & Hajek & Steinbach & Stephan Volkert] ·
1996: André Steiner & Stephan Volkert & Andreas Hajek & André Willms ·
2000: Agostino Abbagnale & Alessio Sartori & Rossano Galtarossa & Simone Raineri ·
2004: Nikolai Spinev & Igor Kravtsov & Aleksei Svirin & Sergej Fedorovstev ·
2008: Michał Jeliński & Marek Kolbowicz & Adam Korol & Konrad Wasielewski ·
2012: Karl Schulze & Philipp Wende & Lauritz Schoof & Tim Grohmann ·
2016: Karl Schulze & Philipp Wende & Lauritz Schoof & Hans Gruhne ·
2020: Dirk Uittenbogaard & Abe Wiersma & Tone Wieten & Koen Metsemakers ·
2024: Koen Metsemakers & Tone Wieten & Finn Florijn & Lennart van Lierop